# Marija Vera
Marija Vera (rojena Frančiška Ksaverija Marija Epich), slovenska gledališka igralka in režiserka, * 22. november 1881, Kamnik, † 12. januar 1954, Ljubljana.
Marija Vera, baronica Osten-Sacken, pravo ime Frančiška Epich, je bila hči Jakoba Epicha in njegove žene Marije (rojena Legat). Študirala je na Dunaju (1905 do 1907). Igralsko pot je pričela v Zürichu, kjer je nastopala od leta 1907 do 1910, ter jo nadaljevala v Berlinu (1911 do 1916). Po prvi svetovni vojni je delovala v Novem Sadu in Beogradu. Leta 1923 je pričela nastopati v ljubljanski Drami, kjer je tudi režirala. Marija Vera je bila izvrstna interpretinja klasičnih vlog in vrhunska govornica igranih dram.
Leta 1950 in 1951 je prejela Prešernovo nagrado.
Po njej se imenujejo nagrade Združenja dramskih umetnikov Slovenije za življenjsko delo. 